# Clarence House

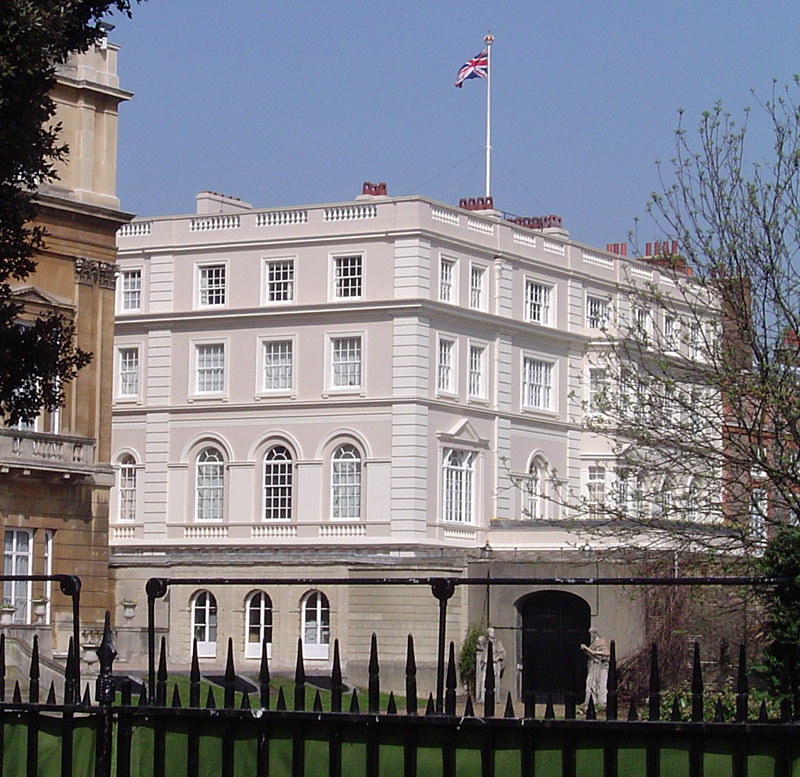
Vista lateral do prédio da Clarence House em Londres.

Clarence House é uma residência real em The Mall, na cidade de Westminster, em Londres, e está conectada ao Palácio de St. James através dos jardins dos dois edifícios que são vinculados. Foi construída entre 1825 e 1827, segundo o projeto de John Nash para o Duque de Clarence, o futuro rei Guilherme IV.
A propriedade tem quatro andares e, não incluindo o sótão e nem o porão, é revestida de estuque. Ao longo dos anos passou por extensas remodelações e reconstruções, especialmente após ter sido danificada na Segunda Guerra Mundial por bombardeios inimigos durante o Blitz, onde pouco resta da estrutura originalmente projetada. É um edifício classificado como grau I na National Heritage List for England. A casa fica aberta aos visitantes por aproximadamente um mês a cada verão, geralmente em agosto.
Diversos membros notórios da realeza britânica residiram na casa, atualmente servindo como a residência londrina do rei Carlos III e da rainha Camila do Reino Unido. Também foi habitada pelo Príncipe Guilherme de 2003 até abril de 2011, e pelo Príncipe Henrique de 2003 até março de 2012. De 1953 até sua morte em 2002, foi habitada pela Rainha Isabel, a Rainha Mãe, e antes dela, foi a casa de sua filha, a Princesa Isabel, Duquesa de Edimburgo, que se tornaria a rainha Isabel II, de seu casamento em 1947 até a sua ascensão ao trono em 1952.

## Construção e história

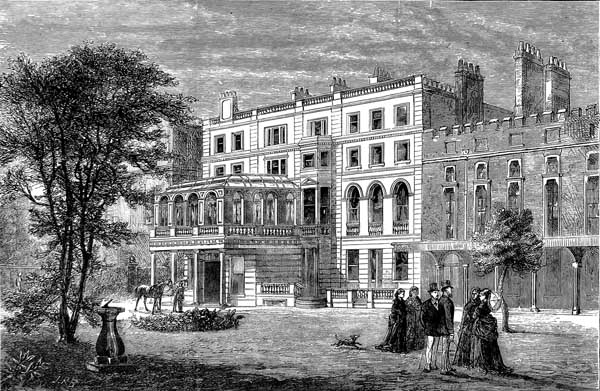
O prédio da Clarence House divide um jardim com o Palácio de St. James.

A mansão, construída entre 1825 e 1827, foi projetada pelo arquiteto John Nash para o Duque de Clarence e sua esposa, que assumiram o título de rei Guilherme IV e rainha Adelaide do Reino Unido após ele ascender ao trono em 1830, mesmo assim, em vez de fixarem residência no Palácio de Buckingham, eles decidiram continuar vivendo na Clarence House. Sua principal adição à casa foi uma passagem no primeiro andar para se conectar aos aposentos de Estado do Palácio de St. James, onde conduziria suas audiências oficiais e receberia convidados.
Após a morte de Guilherme IV em 1837, tornou-se residência de sua irmã solteira, a Princesa Augusta Sofia, até sua morte três anos mais tarde. Durante o curto tempo em que esteve sob sua posse, a antiga casa da princesa, anexada à Clarence House no lado sul, foi demolida, conectando a mansão ao jardim privado do Palácio de St. James. Em 1841, a Duquesa de Kent, mãe da rainha Vitória, assumiu a casa, e uma de suas primeiras ações foi abrir uma entrada no final do corredor do térreo com a intenção de permitir sua entrada e saída pelo The Mall, sem precisar usar a via pública do Stable Yard Road.
A duquesa também mandou construir um pequeno jardim de inverno no lado sul da casa como um novo hall de entrada, com uma varanda projetando-se de uma das extremidades. Os quartos foram redecorados com papéis pintados em tons claros, substituindo as velhas e escuras cortinas, e a douração foi introduzida nas molduras das salas de estar e de jantar.
Em 1866, após cinco anos desocupada, o Príncipe Alfredo, Duque de Edimburgo, futuro Duque de Saxe-Coburgo-Gota, segundo filho da rainha Vitória, se mudou para a Clarence House e fez mudanças radicais. Ele completou a reorientação da casa para o sul, empregando a empresa Waller & Sons para preencher a lacuna entre a baía projetada da casa e o final dos aposentos de Estado do Palácio de St. James. A Duquesa de Edimburgo era filha do czar Alexandre II da Rússia, e uma capela ortodoxa russa foi instalada no primeiro andar para ela, embora tenha sido desmontada após a partida da duquesa com a morte de seu marido em 1900.
O seu irmão, o Príncipe Artur, Duque de Connaught e Strathearn, usou a mansão de 1901 após redecorações realizadas, onde foram realizadas várias mudanças nos quartos principais, incluindo a remoção da divisória entre as duas salas de estar do primeiro andar para fazer uma grande sala, até 1942; durante seu mandato, por um breve período na década de 1930, foi o local da biblioteca da Escola de Estudos Orientais e Africanos, até que todas as universidades de Londres foram evacuadas em 1939 e a escola temporariamente transferida para Cambridge.
Ainda em 1942, durante a Segunda Guerra Mundial, a Clarence House sofreu danos por bombardeiro inimigo durante o Blitz. Após a morte do Duque de Connaught e Strathearn, a Brigada de St. John Ambulance e o Comitê Internacional da Cruz Vermelha usaram o prédio como quartel-general.
Após seu casamento em 1947, tornou-se a residência oficial da Princesa Isabel, Duquesa de Edimburgo, como herdeira do trono britânico, e seu marido, Filipe, Duque de Edimburgo, embora eles dividissem seu tempo entre a Inglaterra e Malta por causa das atividades militares de Filipe na Marinha Real Britânica. Os interiores vitorianos receberam uma nova aparência, sob a orientação do Duque de Edimburgo, pois a fiação elétrica, a rede de aquecimento e os sistemas de água quente eram versões modificadas dos que haviam sido implantados em 1874. As restrições do pós-guerra na construção e nos materiais significavam que ainda havia uma simplicidade geral no mobiliário. Grande parte da mobília veio na forma de presentes de casamento. Na sala de jantar, por exemplo, a mesa de jantar georgiana e 20 cadeiras com encosto em escada foram um presente da Royal Warrant Holders Association, enquanto o aparador de mogno e quatro mesas laterais foram um presente da rainha Maria do Reino Unido.
A filha deles, a Princesa Ana, nasceu na Clarence House em agosto de 1950, sendo a única dos quatro filhos a não nascer no Palácio de Buckingham. Os interiores vitorianos receberam uma nova aparência, sob a orientação do Duque de Edimburgo. 
No verão de 1952, meses após a morte de seu pai, o rei Jorge VI, a rainha Isabel II foi convencida por Winston Churchill a se mudar para o Palácio de Buckingham com seu marido e filhos. Sua mãe, a rainha Isabel, a Rainha Mãe e sua irmã mais nova, a Princesa Margarida, mudaram-se para a Clarence House, posteriormente, Margarida mudou-se para o apartamento 1A no Palácio de Kensington, e por quase 50 anos, especificamente entre 1953 e 2002, a Clarence House serviu como moradia oficial da rainha-mãe.
Isabel criou o Morning Room no espaço em que havia sido o escritório do Duque de Edimburgo, instalando uma chaminé de mármore georgiano e um novo teto de gesso com sua própria coroa. Em 1960, ela abriu duas das salas do andar térreo para formar o Garden Room, uma sala grandiosa e iluminada pelo sol, adequada para receber grandes grupos de convidados. Os quartos da Clarence House foram mobiliados e decorados com obras de arte adquiridas pela rainha-mãe ao longe de sua carreira de 60 anos como colecionadora e patrona de artistas. A coleção foi particularmente focada na arte britânica do século XX, abrangendo obras importantes de John Piper, Graham Sutherland, WS Sickert e Augustus John. Ela adquiriu exemplares de Fabergé e porcelana inglesa e prata, nomeadamente peças da família Bowes-Lyon.
A rainha-mãe costumava oferecer almoços e recepções noturnas na Clarence House. Os chefes de Estado estrangeiros eram convidados a tomar chá da tarde no primeiro dia da visita de Estado.
Em 2003, o então Príncipe Carlos, Príncipe de Gales se mudou para a Clarence House com seus dois filhos, o Príncipe Guilherme viveu lá de 2003 até abril de 2011, quando se mudou para Bodorgan Home Farm em Anglesey com sua esposa, Catarina, para que ele pudesse dar continuidade às suas atividades militares, antes de retornarem para Londres em 2013 para viverem no apartamento 1A no Palácio de Kensington, que pertenceu à Princesa Margarida; e o príncipe Henrique que morou lá de 2003 até março de 2012. A partir de 2005, após seu casamento, a Duquesa da Cornualha, atual rainha Camila do Reino Unido, passou a residir oficialmente na Clarence House com seu marido e enteados.

Apesar do Palácio de Buckingham continuar sendo a sede administrativa da monarquia e local oficial dos eventos de Estado, foi aceito que a Clarence House continuará sendo a residência londrina do rei Carlos III e sua esposa até, pelo menos, 2027, enquanto as reformas do palácio estão em andamento.